# آلوارو فرناندز
آلوارو فرناندز (اسپانیایی: Álvaro Fernández‎؛ زادهٔ ۱۱ اکتبر ۱۹۸۵) یک بازیکن فوتبال اهل اروگوئه است.

## تیم ملی
وی همچنین در تیم ملی فوتبال اروگوئه بازی کرده‌است.